# Papa Júlio I
São Júlio I (em latim, Iulius) foi o 35º Papa da Igreja Católica, ocupando o trono de São Pedro de 06 de fevereiro de 337 até sua morte em 12 de abril de 352, sucessor do Papa Marcos e sendo sucedido pelo Papa Libério.
Da sua vida antes do pontificado pouco se conhece, além de que era romano. Sabe-se que o seu pontificado foi marcado pelas lutas contra os arianos e semi-arianos. 
São Júlio I foi eleito papa em 6 de fevereiro de 337 e promoveu alguns dogmas. No outono de 341, convocou um concílio em Roma a que assistiram 50 bispos com o propósito de pronunciar-se de novo contra o arianismo e condenar a quem depunha bispos conforme era conveniente.
Quando faleceu Constantino I, o Grande, o império romano dividiu-se entre os seus três filhos. Um deles, Constantino II, desapareceu da história e sobraram como imperadores os outros dois: Constâncio II, no Oriente e Constante I no Ocidente. Enquanto Constante era católico, Constâncio era ariano. Em 350 Constante foi assassinado e o Império reunifica-se sob Constâncio, que desenvolveu uma fortíssima perseguição à Igreja. Júlio I morre em 12 de abril de 352.
É considerado o fundador do arquivo da Santa Sé, tendo ordenado a conservação dos documentos.
Em 350, o Natal passou a ser comemorado em 25 de dezembro. Antes era considerada uma data pagã conhecida como Saturnália ("férias de inverno"), em homenagem a Saturno, o deus da agricultura. Nesse ano, um decreto papal determinou a substituição da veneração ao deus sol pela data em que teria nascido Jesus Cristo. Assim, Júlio I decretou 25 de Dezembro como dia da comemoração do nascimento de Jesus.